# Елізабет Страут
Елізабет Страут (англ. Elizabeth Strout; 6 січня 1956, Портленд) — американська письменниця, яка насамперед відома завдяки роману «Олівія Кіттеридж», який 2009 року здобув Пулітцерівську премію.

## Біографія
Народилася 6 січня 1956 року в Портленді, штат Мен, США. Своє дитинство провела у невеличких містечках штату Мен та штату Нью-Гемпшир. Її батько — професор природничих наук (паразитолог, що досліджував тропічних паразитів), а мати — професорка англійської мови, яка викладала письмо в одній із місцевих середніх шкіл. Батьки Елізабет виділялися надмірною суворістю та не дозволяли своїм дітям (Елізабет має брата) дивитися телевізор, ходити на вечірки, або побачення тощо. Закінчивши Коледж Бейтс, Страут на рік переїхала до Англії, щоб вивчати право в Оксфорді. 1982 року закінчила Правничий коледж при Сірак'юському університеті з дипломом cum laude. Цього ж року журнал «New Letters» опублікував її дебютне оповідання.

## Письменницька кар'єра
1998 року світ побачив дебютний роман письменниці — «Емі та Ізабель». 2000 року роман потрапив до короткого списку Жіночої літературної премії Бейліз, а також приніс письменниці номінацію на премію Фолкнера за найкращий художній твір. 2001 року світ також побачила однойменна екранізація книги за участі акторки Елізабет Шу.
Її друга книга — «Залишся зі мною» (2006) — отримала позитивну оцінку критиків, але не здобула такої популярності. Справжній же успіх прийшов до письменниці 2008 року, коли вийшов роман «Олівія Кіттеридж», який 2009 року здобув Пулітцерівську премію та італійську премію «Банкарелла». 2014 року світ побачила однойменна екранізація — «Олівія Кіттерідж». Серед найостанніших романів письменниці: «Хлопці Берджесс», «Мене звати Люсі Бартон» та «Все можливо».

## Особисте життя
Від першого шлюбу з Мартіном Фейнманом має дочку Заріну. Вдруге вийшла заміж за колишнього генерального прокурора штату Мен Джеймса Тірні. Нині живе в Нью-Йорку та Брансвіку.

## Переклади українською
- Елізабет Страут. Мене звати Люсі Бартон. — К. : КМ-Букс, 2016. — 144 с. — ISBN 978-617-7409-89-1.
- Елізабет Страут. Мене звати Люсі Бартон. — К. : КМ-Букс, 2017. — 192 с. — ISBN 978-617-7535-38-5.
- Елізабет Страут. Олівія Кіттеридж. — К. : КМ-Букс, 2016. — 352 с. — ISBN 978-617-7409-48-8.
- Елізабет Страут. Олівія Кіттеридж. — К. : КМ-Букс, 2017. — 416 с. — ISBN 978-617-7535-33-0.